# Christiane Becker
Christiane Luise Amalie Becker-Neumann (Crossen an der Oder, 15 dicembre 1778 – Weimar, 22 settembre 1797) è stata un'attrice teatrale tedesca.
Attiva nel teatro di Weimar, fu versatile interprete di Schiller, Goethe e Shakespeare; nel 1793 sposò l'attore Heinrich Becker.